# Aaron Ibn Chajjim
Aaron ben Abraham ben Samuel Ibn Chajjim (* 1545 in Fès; gestorben 1632 in Jerusalem) war ein jüdischer Gelehrter des 16./17. Jahrhunderts.
Er verfasste einen ausführlichen Sifra-Kommentar unter dem Titel Qorban Aharon (erschienen Venedig 1609–1611).